# Burlingame (Kalifornija)
Burlingame je grad u američkoj saveznoj državi Kalifornija. Prema popisu stanovništva iz 2010. u njemu je živjelo 28,806 stanovnika.